# Ignasi Brugueras Llobet
Ignasi Brugueras Llobet (Barcelona, 1883 – 1964) fou un arquitecte català i estudiós de l'art precolombí.
Titulat l'any 1918 va convertir-se en arquitecte municipal de Tortosa en substitució d'Ignasi Ayguavives. Se li encomana un xalet per a Jesús i Maria, seu és un projecte d'una refineria d'oli per a Tortosa, el disseny de l'espai del Parc de Teodor González on va el monument d'Agustí Querol i altres projectes urbanístics (ampliacions de cementiris de les pedanies, col·lectors de clavegueres a la ciutat, modificacions de rasants, etc). Sembla ser l'arquitecte de l'edifici dels magatzems de J. Benet Piñana. L'any 1919 però va passar a ser arquitecte de l'Estat i va ser destinat a Córdoba. Anys després, el 1925, era traslladat a Barcelona.
Entre les seues obres conegudes hi ha el projecte original de l'Hospital Fundació Ferrer i Salles de Sant Sadurní d'Anoia, la casa xalet de Can Riu o Cal Tolosa, a Cornellà de Llobregat, i l'edifici de La Equitativa (Via Laietana 54) de Barcelona. També són obra seva el Panteó de la família Berenguer i el panteó Crusellas del cementiri municipal d'Artés, a la comarca del Bages. El Centre de Lectura de Reus conserva un croquis fet per ell d'un alçat d'una façana d'un projecte, no reeixit, d'edifici d'oficines per a Nova York i que recorda el frustrat Hotel Attraction d'Antoni Gaudí.